# Quimbaya (Kolumbia)
Quimbaya – miasto w Kolumbii, w departamencie Quindío.